# Louis Tobback
Louis Marie Joseph Tobback (Lovanio, 3 maggio 1938) è un politico belga, già vice primo ministro del Belgio dal 24 aprile al 26 settembre 1998 e ministro dell'interno dal 9 maggio 1988 al 10 ottobre 1994, è stato presidente del Partito Socialista Differente dal 1994 al 1998, è sindaco di Lovanio dal 1995 al 2018.
È l'autore di due leggi nazionali che portano il suo nome: la "legge Tobback" del 1990 sull'attività di sicurezza privata e la "legge Smet-Tobback" del 1994 sulla ripartizione equilibrata di uomini e donne nelle liste di candidati alle elezioni.

## Biografia

### Formazione

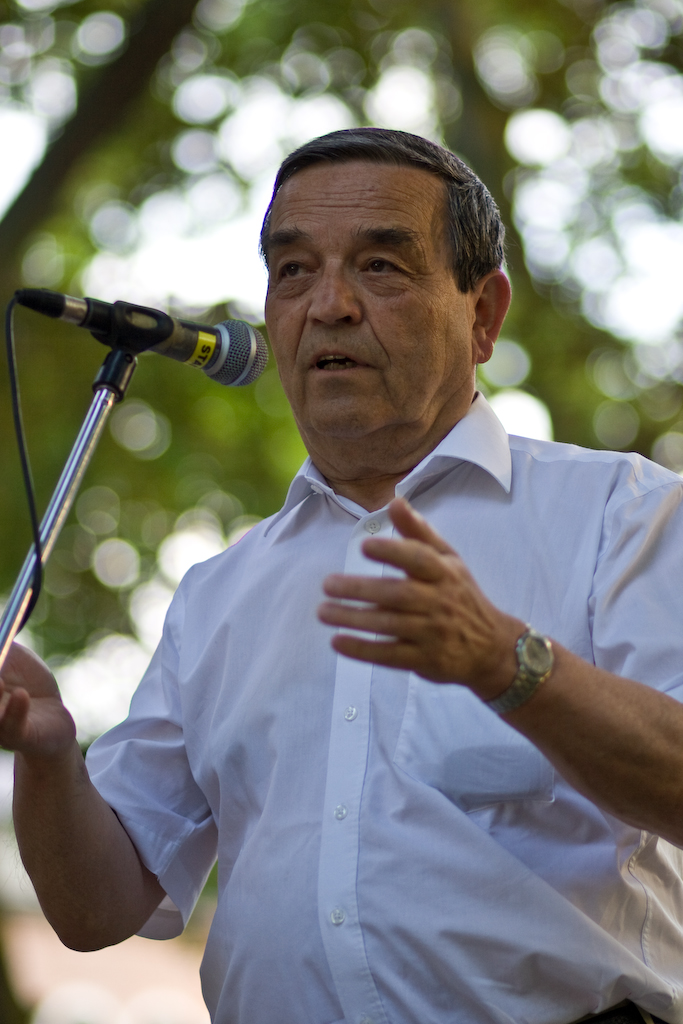
Louis Tobback, sindaco di Lovanio nel 2008

Laureato in Filologia romanistica presso la Vrije Universiteit Brussel nel 1962, ha insegnato per un certo periodo nel Reale Ateneo Francese di Lovanio. La sua carriera politica inizia nel 1965-1970 all'interno del Consiglio del Benessere Sociale di Lovano . Nel 1971 diventa consigliere.

### Carriera politica
In qualità di leader alla Camera dei Rappresentanti belga Tobbak è stato un politico controverso ma molto popolare ed apprezzato, sia all'interno che all'esterno del suo partito. Noto per le sue battute brevi, e per le sue dichiarazioni argute. Nel periodo in cui vennero posizionati i missili a medio raggio a Florennes, diventa nota la sua posizione. Tobback si è definito su tale questione come "un fresco amante della NATO", ma si è opposto alla diffusione di questo nuovo tipo di armi nucleari.

#### Ministro nei governi Martens e Dehaene
I governi belgi in cui è stato ministro (dal 1988 al 1994) sono ricordati soprattutto come "i governi del risparmio": per soddisfare gli standard di Maastricht dell'Unione europea, il governo sotto la guida del democristiano Jean-Luc Dehaene è dovuto intervenire drasticamente nel bilancio e ha dovuto ridurre considerevolmente il debito sovrano. Tobback è stato ministro dell'interno e della funzione pubblica dal 1988 al 1992, dove ha anche avuto la delega per le istituzioni scientifiche e culturali nazionali. Non è un segreto che Tobback e Dehaene andassero molto d'accordo, entrambi ebbero una forte preferenza per una coalizione di socialisti e democristiani che governò il Belgio dal 1988 al 1999. Nel 1990 ha firmato e ratificato insieme ad altri 14 capi una delle leggi più liberali del mondo sull'aborto.

#### Elezioni regionali del 1995 e Presidente del Partito Socialista Differente
Nel 1995 il suo partito alle elezioni federali e regionali ha subito una perdita limitata, poco dopo lo scoppio dell'affare Agusta, in cui sono stati accusati i leader socialisti.
Tobback ha lanciato un'innovazione ideologica e organizzativa all'interno del partito. Ha dato ordine a Norbert De Batselier di elaborare un nuovo progetto di contenuti, finalizzato al Congresso futuro nel maggio 1998. Il giovane Steve Stevaert è stato incaricato di trovare nuove persone.

#### Ministro dell'interno
Nell'aprile 1998 Tobback è stato in circostanze drammatiche l'ultimo ministro degli interni, quando, dopo la fuga di Marc Dutroux il suo successore e predecessore Johan Vande Lanotte rassegnò le dimissioni. Poco tempo dopo, nel settembre 1998, ha respinto il nigeriano richiedente asilo Semira Adamu in maniera definitiva. È intervenuto a violente proteste è ha difeso la politica di espulsione, riconoscendo comunque la sua responsabilità politica e dimettendosi.
Louis Tobback non è solo il padre del capo della sp.a. Bruno Tobback, ma è anche il padre politico di Frank Vandenbroucke, Johan Vande Lanotte e anche di ex ministri e alti funzionari all'interno della sp.a.

#### Sindaco di Lovanio
Alle elezioni provinciali nel 2012 Tobback è stato lijstduwer per l'sp.a nel distretto di Lovanio. È stato leader del partito nella città di Lovanio. Il suo partito è rimasto il più grande partito nonostante le perdite, la coalizione con la CD&V è stata mantenuta e Tobback è rimasto sindaco.
Nel 2014, ha corso per le elezioni parlamentari con lista Brabante Fiammingo, ma non è stato eletto.

##### Sostituzione come Capo della sp.a di Lovanio
Nel dicembre 2015 viene annunciato che Tobback sarà sostituito da Mohamed Ridouani come capo del partito sp.a di Lovanio nel 2018.

## Prese di posizione
Tobback è un orangista auto-dichiarato. Considera lo smembramento dei Paesi Bassi e del Belgio un errore storico. "Se il Regno Unito dei Paesi Bassi avesse resistito, oggi saremmo stati membri del G8", ha dichiarato Tobback nel 2006.

## Onorificenze
- Ministro di Stato: 30 gennaio 1995